# Khaled Hafez
Khaled Hafez (Il Cairo, 1963) è un artista egiziano.
Vive e lavora a Il Cairo. È ampiamente considerato l'artista migliore e di maggior successo in Egitto.

## Biografia
Dal 1981 al 1990 Hafez segue i corsi serali di Belle arti del Cairo mentre studia medicina. Dopo aver ottenuto la laurea in medicina nel 1987 e la specializzazione nel 1992, chiude la sua carriera medica per dedicarsi a quella artistica. Nel 2009 ottiene il MAE in Nuovi media presso il Transart Institute / Danube University Krems, in Austria.
La sua pratica artistica spazia tra diversi media: pittura, fotografia, installazione e video.
I suoi lavori sono stati inclusi in diverse collezioni pubbliche, quali: The Saatchi Collection di Londra, MuHKA Museum of Contemporary Art di Anversa, Ars Aevi Museum of Contemporary Art a Sarajevo, Horcynus Orca Foundation a Messina, Mali National Museum di Bamako, Maraya Art Centre, Barjeel Art Foundation di Sharjah. (EN) 

## Tematiche
Nella sua pittura usa icone sacre della religione dell'antico Egitto, e indaga sulle somiglianze tra gli Dei come Anubis e i supereroi come Batman, un simbolo evidente della cultura dei beni di consumo. Con questa correlazione cerca di rompere le barriere tra Oriente e Occidente, passato e presente, così come il sacro e l'effimero commerciale.
I suoi lavori, sia pitture che video e installazioni, trattano principalmente di "identità" in tutti i suoi possibili aspetti.
In un'intervista con Jenny Meier, Hafez ha affermato: "La politica è un elemento importante per il mio approccio all'arte, ma non è il solo: mi interessano i cambiamenti sociali come conseguenza degli "esperimenti" politici e militari che l'Egitto, la regione del Medio Oriente e la cultura hanno subito negli ultimi quarant'anni. Il motore principale del mio lavoro è il cambiamento sociale e comportamentale che si verifica oggi in seguito alla globalizzazione e l'"egemonia inflitta della democrazia", e ancora: "Nel mio lavoro non cerco di criticare o commentare, non ho risposte, cerco solo di sollevare questioni e sondare, indagare per tutto il tempo".
(EN) 

## Processo artistico
Hafez è interessato ad un equilibrio tra il concetto e l'artigianato, si è allenato con due importanti pittori (e professori dell'Accademia di Belle Arti del Cairo): Hamed Nada e Zakareya El Zeiny; in particolare quest'ultimo l'ha aiutato ad usare i sensi nell'osservare, assimilare e indagare, prima di lavorare. Negli ultimi vent'anni la pittura ha influenzato il suo modo di fare video e fotografare: scrive prima di scattare, utilizzando un processo molto simile a quello del cinema.
(EN) 

## Manifesta 8
Nel 2010 Hafez partecipa a Manifesta 8 a Murcia in Spagna.
Il progetto Dwelling è composto da un video, due programmi radiofonici, una performance e tre conferenze. Un progetto articolato con il quale l'artista egiziano ha risposto all'invito fattogli da CPS - Chamber of Public Secrets di esplorare terreni e spazi artistici per lui inconsueti.
Nel progetto pensato e realizzato per Manifesta le storie raccontate da Hafez diventano uno strumento per svelare frammenti di storia, personaggi, culture in transito, vissuto personale; il tutto in un continuo intreccio di realtà e finzione.
Nel suo lavoro emergono culture in transito e i legami fra la cultura Europea e quella Araba. Segue le tracce di due figure chiave del sufismo: Ibn Arabi e Abul Abbas Al Murci.

## Video e Film
- 2010 Dwelling (the path of someone who dwelled in the past), 11 minutes, Hi-Def
- 2009 The A77A Project (On Presidents & Superheroes), 3 minutes, mini DV
- 2008 The third Vision around 1:00 pm, 4-channel, 7 minutes, mini DV
- 2007 Visions of a Contaminated Memory, 3-channel, 5 min 45”, Mini DV
- 2006 Revolution, experimental, 4 minutes, Hi-Def
- 2005 The Red Crown, documentary, 40 minutes, digital beta Idlers' Clip, 3 minutes, experimental, mini DV
- 2003 Idlers' Logic, 24 minutes Experimental feature, Mini DV
- 2003 Obsesive Compulsive Neurosis, 3 minutes, Mini DV
- 2001 Visions of a Cheeseburger Memory, 11 min, Super VHS & mini DV (EN) [4]

## Premi
Nel 2004 Hafez ottiene il Francophonie Prize all'interno della Biennale di Dakar. (EN) 

## Mostre

### Mostre personali
- 2010 First Temple of Flight, Almasar Gallery, Il Cairo, Egitto
- 2010 Gods & Superheroes, Galleria Luz & Suarez, Madrid, Spagna
- 2008 Desert Snow & other stories, Galleria San Carlo, Milano, Italia
- 2007 More Chromosomes, Galleria Il Divano Di George, Modena, Italia
- 2006 North-East to South-West, Espace Doual'Art, Douala, Cameroon
- 2006 Philadelphia Chromosome, Galleria San Carlo, Milano, Italia
- 2006 Kartomania & Tout-en-Karton, French Cultural Center, Il Cairo
- 2005 French memories, CCM Jean Gagnant, Limoges, Francia
- 2005 African Memories, Chantiers de la Lune, Toulon, Francia
- 2004 Kartonopolis & some 10 years later, Townhouse Gallery, Il Cairo
- 2002 Nut, the President's Necktie & Batman, Townhouse Gallery, Il Cairo
- 2000 Icons of the Second Floor, Townhouse Gallery, Il Cairo
- 1999 Halfway Home & the Electronic Gods, Guezira Art Center, Il Cairo
- 1999 Faster Than the City, Townhouse Gallery, Il Cairo
- 1998 Visions of a Rusty Memory, Cairo-Berlin Gallery, Il Cairo
- 1998 Unimportant Items Cairo, Atelier, Il Cairo
- 1992 Steps on Desert Sands, Akhenaton III Gallery, Il Cairo
- 1990 Prisoner of Freedom, Cairo Atelier, Il Cairo
- 1989 A Tale of Two Leos, Nile Gallery, Il Cairo
- 1987 Délires French Cultural Center, Il Cairo (EN) [4]

### Mostre collettive
- 2011 8ª Biennale di Mercusol, Porto Allegro, Brasile
- 2011 9^ Bamako Encounters, Natioanl Museum of Art, Bamako, Mali
- 2011 Reframing Reality, Museum of Contemporary Art, Roskilde, Danimarca
- 2011 Windows Upon Oceans, State Museum of Contemporary Art, Thessaloniki, Grecia
- 2011Beautiful Life: Memory and Nostalgia, South Hill Park, Bracknel, Gran Bretagna
- 2011 Miragem / Mirage, Centro Cultural Banco do Brasil, Rio de Janero, Brasile
- 2011 East from 4°24': COLLECTIE XXVII, MuHKA (Museum of Contemporary Art), Antwerp, Belgio
- 2011 Miragem / Mirage: Contemporary Art in the Islamic World, Instituto Tomie Ohtake, San Paolo, Brasile
- 2011 RESISTANCE(S) III: Arab Video Arts, Ankara International Film Festival, Turchia
- 2011 Miragem / Mirage: Contemporary Art in the Islamic World, Museu Nacional do Conjunto Cultural da Republica, Brasilia, Brasile
- 2010 XII Biennale del Cairo, Egitto
- 2010 Manifesta 8, Murcia, Spagna
- 2010 Tarjama/Translation, The Herbert F. Johnson Museum of Art, New York
- 2010 The Presidents: Remix, Blancpain Art Contemporain, Ginevra, Svizzera
- 2010 What's Happening Now? Contemporary Art from Egypt, Casa Arabe, Madrid, Spagna
- 2010 IN/FLUX Awkward Conversations, 17th African Film Festival, New Museum, New York
- 2010 Categorical Imperatives, The Guild Gallery, Bombay, India
- 2010 Resistance(s) III, Centre George Pompidou, Parigi, Francia
- 2009 Tarjama / Translation, Queens Museum, New York, Stati Uniti
- 2009 2^ Thessaloniki Biennale, Thessaloniki, Grecia
- 2009 Icons Reloaded, Galerie ElyseeArts, Liege, Belgio
- 2009 Unveiled: New Art from the Middle East, Saatchi Gallery, Londra, Gran Bretagna
- 2008 Borderlines, Le Violon Blue Gallery, Londra, Gran Bretagna
- 2008 Guangzhou Triennale, Guangdong Museum of Art, Cina
- 2008 Breaking News, F&A Projects, Parigi, Francia
- 2008 Cairoscape: Images, Imagination and Imaginary of a Contemporary Mega City, Kunstraum Kreuzberg/Bethanien, Berlino, Germania
- 2008 Neighbours in Dialogue, Collegium Artisticum, Skenderija Centre, Sarajevo, Bosnia
- 2008 Om Kalsoum la quatrième pyramide, Institut du Mode Arabe, Parigi, Francia
- 2008 Collectiepresentatie XXI, MuHKA Museum of Contemporary Art, Antwerp, Belgio
- 2008 Trilogie Méditerranéenne: from Athens to Marseille to Cairo, Palais des Arts, Marsiglia, Francia
- 2008 Arab Artists Between Italy & the Mediterranean, Italian Cultural Institute, Damascus, Beirut e Il Cairo
- 2008 Gates of the Mediterranean, Palazzo Piozzo Rivoli, Torino, Italia
- 2007 Contact Zone, Bamako Museum of Art, Bamako, Mali
- 2007 The Present Out of the Past Millennia, Kunstmuseum Bonn, Germania
- 2007 Recognize, Contemporary Platform, Londra, Gran Bretagna
- 2007 This Day, Tate Modern, London, Gran Bretagna
- 2007 Sharjah Biennale, Emirati Arabi Uniti
- 2007 Without Title, MuHKA Museum of Contemporary Art, Antwerp, Belgio
- 2007 Neighbours in Dialogue, Istanbul, Turchia
- 2006 Biennale di Singapore, Singapore
- 2006 Biennale di Dakar, Senegal
- 2006 Images of the Middle East, Copenaghen, Danimarca
- 2005 Mediterranean Encounters, Messina, Italia
- 2004 Dak'Art 2004 Biennale di Dakar, Senegal (Francophonie Prize)
- 2001 Cairo Modern Art in Holland, Fortiscircus Theater, Den Haag, Paesi Bassi

(EN)